# Robert L. Millis
| Odkryte planetoidy: 6 | Odkryte planetoidy: 6 |
| --------------------- | --------------------- |
| (38084) 1999 HB12     | 18 kwietnia 1999      |
| (92891) Bless         | 26 sierpnia 2000      |
| (103740) Budinger     | 6 lutego 2000         |
| (127545) Crisman      | 4 grudnia 2002        |
| (132792) Scottsmith   | 10 sierpnia 2002      |
| (153078) Giovale      | 26 sierpnia 2000      |
| 1.                    |                       |

Robert „Bob” L. Millis – amerykański astronom.

## Życiorys
W 1963 uzyskał tytuł B.A. z fizyki na Eastern Illinois University, a w 1968 stopień doktora astronomii (Ph.D.) na University of Wisconsin. Od 1965 roku pracował w Lowell Observatory, od 1989 roku do przejścia na emeryturę w czerwcu 2009 roku był dyrektorem tej instytucji. Był także przewodniczącym Division for Planetary Sciences, działał w wielu komisjach doradczych i nadzorczych NASA i National Science Foundation. Był członkiem zarządu kilku arizońskich organizacji naukowych i edukacyjnych. W lipcu 2009 roku został dyrektorem wykonawczym organizacji Flagstaff Forty (obecnie Northern Arizona Leadership Alliance).
Jego badania okultacji gwiazd przez obiekty Układu Słonecznego przyczyniły się do odkrycia pierścieni Urana oraz ustalenia dokładnych rozmiarów niektórych planetoid. Był członkiem zespołu, który w 1988 roku współodkrył atmosferę Plutona. Metodę okultacji wykorzystywał także do badania atmosfery Marsa i Urana, ulepszenia efemeryd galileuszowych księżyców Jowisza oraz do poszukiwania pierścieni wokół Neptuna. Był szefem programu poszukiwania planetoid Deep Ecliptic Survey. W latach 1999–2002 odkrył 6 planetoid, z czego 5 samodzielnie.
W uznaniu jego pracy jedną z planetoid nazwano (2659) Millis.